# Сердюк, Вячеслав Александрович
Вячесла́в Алекса́ндрович Сердю́к (укр. В`ячеслав Олександрович Сердюк; 28 января 1985, Шостка, Сумская область, Украинская ССР, СССР) — украинский футболист, защитник.

## Карьера
Воспитанник ДЮСШ г. Шостка и РУФК Киев (тренер Дериберин А. П.). В Высшей лиге Украины дебютировал 12 марта 2006 года в матче «Днепр» — «Говерла» (4:0). Зимой 2014 года проходил просмотр в ужгородской «Говерле». 1 марта 2014 года подписал годичный контракт с белорусским клубом «Гомель». В 2015 году — игрок жодинского «Торпедо».